# Церковь Симеона Столпника (Суздаль)

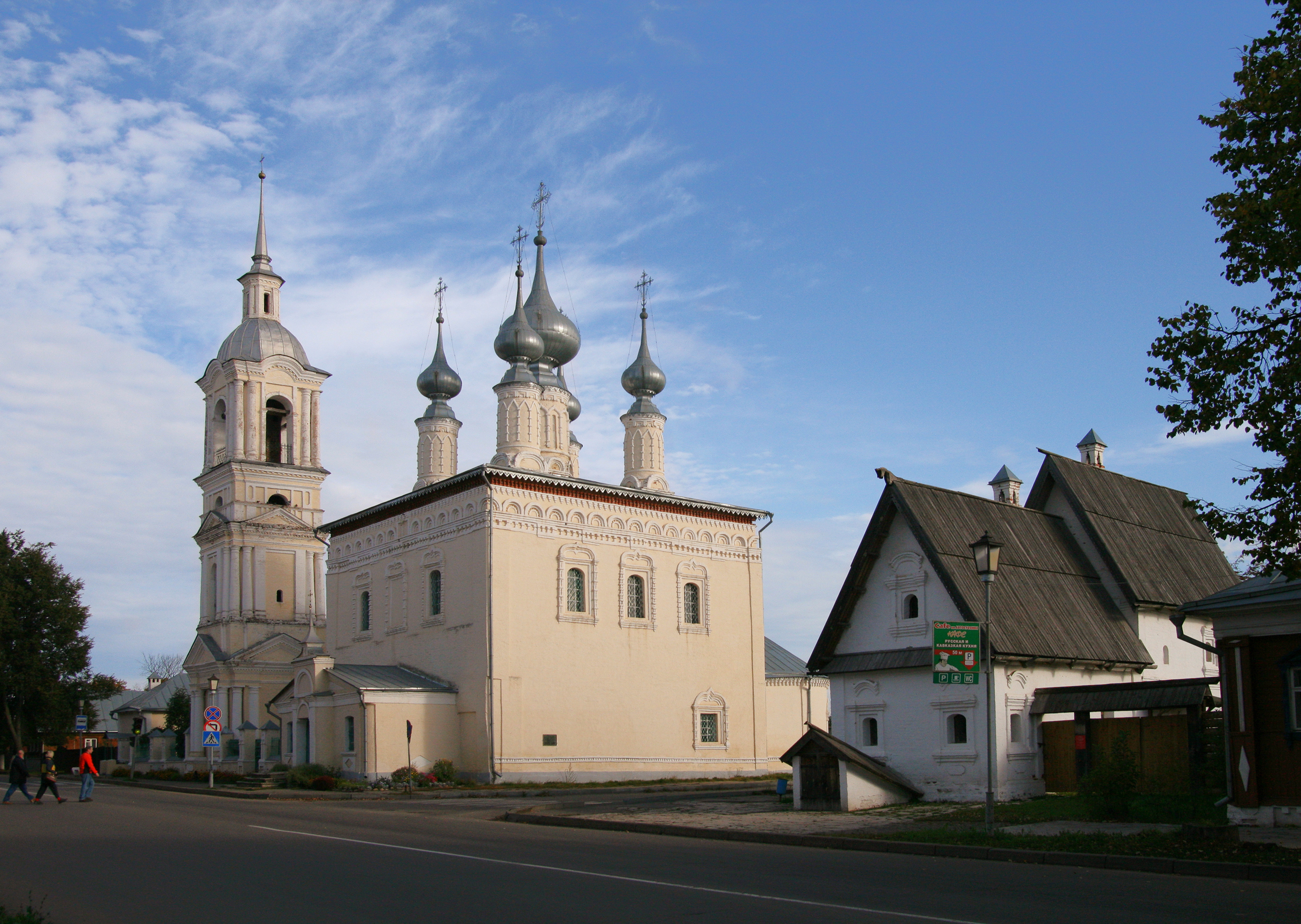
Ансамбль из Смоленской и Симеоновской церквей и колокольни

Церковь Симеона Столпника (Симеоновская церковь) — православный храм в Суздале, расположенный рядом со Спасо-Евфимиевым монастырём. Построен в 1749 году и имеет «парную» летнюю церковь Смоленской иконы Божьей Матери (1696—1706 гг.). Вместе с летней Смоленской церковью и отдельно стоящей колокольней конца XVIII века образует архитектурный ансамбль.
Храм расположен на территории бывшей Скучиловой слободы, где в древности «скучивались» обозы пяти направлений: московские, юрьевские, ростовские, ярославские и шуйские. В XVII веке Скучилова слобода принадлежала Спасо-Евфимиеву (Спасскому) монастырю и проживали в ней крестьяне из монастырских вотчин, знающие ремесло.
Как и все зимние храмы Суздаля, имеет небольшие размеры, очень простую архитектуру и предельно лаконичный декор. Невысокое здание располагается к северу от массивной Смоленской церкви, его форма копирует старые деревянные зимние церкви. Отдельно стоящая колокольня с высоким шпилем построена на рубеже XVIII и XIX веков и выдержана в стиле классицизма.
Церковь подвергалась неоднократным переделкам, исказившим её первоначальный облик.